# The Experiment
The Experiment är en amerikansk dramathriller film från 2010 i regi av Paul T. Scheuring. I huvudrollerna ses Adrien Brody, Forest Whitaker, Cam Gigandet, Clifton Collins Jr. och Maggie Grace. Filmen handlar om ett experiment som liknar Philip Zimbardos Stanford prison experiment 1971. Den är en nyinspelning av den tyska filmen Experimentet från 2001, regisserad av Oliver Hirschbiegel.

## Handling
Omkring 20 frivilliga män väljs ut för att delta i i en psykologisk studie, ledd av doktor Archaleta. Deltagarna delas upp i olika roller, hälften som fängelsevakter och hälften som intagna fångar. Experimentet spårar dock ur fullständigt.

## Rollista i urval
- Adrien Brody – Travis
- Forest Whitaker – Michael Barris
- Cam Gigandet – Chase
- Clifton Collins Jr. – Nix
- Fisher Stevens – doktor Archaleta
- Maggie Grace – Bay
- Ethan Cohn – Benjy
- Travis Fimmel – Helweg
- David Banner – Bosche
- Jason Lew – Oscar
- Damien Leake – guvernör